# История Некрономикона
«История Некрономикона» (англ. History of the Necronomicon) — короткое эссе Говарда Лавкрафта, написанное в 1927 году и опубликованное в 1938 году. В эссе приводится история вымышленной книги «Некрономикон» в виде псевдоисторической справки.

## Содержание
Книга была написана Абдулом Альхазредом около 730 года нашей эры под названием «Аль-Азиф». В 950 году Теодор Филетский подпольно выполнил перевод на греческий, дав ему название «Некрономикон». В 1050 году греческий текст книги был сожжен патриархом Михаилом.
В 1228 Олаусом Вормиусом был выполнен перевод с греческого на латынь и этот текст был напечатан дважды: первый раз в XV веке (очевидно, в Германии), тогда текст был набран старинным т. н. английским готическим шрифтом, и второй — в XVII (возможно, в Испании). Манускрипт, как латинская, так и греческая версия, был запрещен в 1232 году папой Григорием IX. Арабский же оригинал был утрачен еще раньше — даже раньше Вормиуса, на что указывается в написанном им введении к «Некрономикону». Перевод, сделанный доктором Ди, так никогда и не был напечатан и существует лишь в фрагментах, извлеченных из оригинального манускрипта.
Позднее все копии книги уничтожались во всех странах Европы. Последняя была сожжена в 1692 году в Салеме. До начала XX века дошли лишь единичные копии, которые как правило тщательно охранялись. Одна из таких копий содержится в Британском Музее, в Национальной Библиотеке в Париже, в Уайденеровской Библиотеке Гарвардского Университета и в библиотеке Мискатоникского Университета в Аркхэме, а также в библиотеке Университета Буэнос-Айреса. По слухам, греческий текст XVI века уцелел в семье Пикманов из Салема.

## Упоминаемые личности
- Абдул Альхазред — вымышленный безумный араб, написавший «Некрономикон». Он был безумным поэтом Саны, в Йемене, расцвет творчества которого пришелся на времена правления халифов Омейядов (VIII век н. э.). Он посетил развалины Вавилона и катакомбы Мемфиса, десять лет провел в одиночестве в Великой южной пустыне Аравии.
- Теодор Филетский — вымышленный философ из Константинополя, выполнивший перевод книги на греческий.
- Патриарх Михаил — патриарх Византийской церкви, приказавший сжечь все копии «Некрономикона». Судя по дате, указанной в эссе, имеется в виду Михаил Керуларий.
- Олаус Вормиус — вымышленный персонаж. Выполнил перевод книги на латынь.
- Григорий IX — папа Римский, запретивший «Некрономикон».
- Джон Ди — выполнил перевод книги на английский.
- Ричард Пикман — вымышленный художник, у которого, вероятно, хранилась последняя греческая копия книги.
- Роберт Уильям Чемберс — писатель, почерпнувший из «Некрономикона» идею для своего романа.

## Вдохновение
Кларк Эштон Смит упоминает «Некрономикон» в переводе Олауса Вормиуса в рассказе «Возвращение чародея» (1931).